# Wurugag y Waramurungundi
En mitología Aborigen (específicamente: Gunwinggu), Wurugag y Waramurungundi es el primer hombre y mujer, respectivamente. Se dice que Waramurungundi ha dado a luz a todos las cosas vivas y enseñó el lenguaje a la gente de Australia.